# Opération Commando
Pour l’article homonyme, voir Opération commando.
Guerre de Corée
Batailles
Offensive nord-coréenne :

(juin 1950 - septembre 1950)
- Pokpung
- Chuncheon
- Séoul (1re)
- Busan (navale)
- Chumunjin
- Osan
- Pyeongtaek
- Cheonan
- Chochiwon
- Daejeon
- Sangju
- Yongdong
- Hwanggan
- Notch
- Périmètre de Busan

Contre-offensive de l'ONU :

(septembre 1950 - octobre 1950)
- Incheon
- Bombardement de Pyongyang
- Pyongyang

Intervention chinoise :

(octobre 1950 - avril 1951)
- Onjong
- Unsan
- Chongchon (Wawon)
- Réservoir de Chosin
- Évacuation de Hŭngnam
- Séoul (3e)
- Twin-Tunnels
- Jipyeong-ri
- Imjin
- Kapyong

Impasse :

(août 1951 - juillet 1953)
- Crèvecœur
- Fleuve Han
- Opération Commando
- Maryang San
- Suncheon
- Barrage de Sui-Ho
- Triangle Hill
- le Crochet
- Fleuve Samichon
- Armistice de Panmunjeom

Post armistice :
- Raid sur la Maison Bleue
- Attaque de l'EC-121
- Incident du peuplier
- Infiltration de Gangneung
- Guerre du crabe

L’opération Commando était une offensive menée par les forces de l'ONU pendant la guerre de Corée entre le 2 et le 15 octobre 1951. 

## Déroulement de l'opération
Le 1er corps d'armée des États-Unis (comprenant six divisions dont la 1re division de cavalerie américaine, la 3e division d'infanterie américaine, la 24e division d'infanterie américaine, la 25e division d'infanterie américaine, la 1re Division du Commonwealth et la 1re Division de la Corée du Sud) s'empara de la ligne Jamestown, détruisant des éléments des 42e, 47e, 64e et 65e armées chinoises. Cela a empêché les forces communistes de couper les lignes d'approvisionnement de l'ONU, près de Séoul. L'attaque a commencé le 3 octobre 1951 et s'est terminé le 15 octobre, avec quelques collines au sud de la ligne encore aux mains des communistes, nécessitant une opération de suivi - Opération Polecharge (en) -. À la suite de cette avancée de 10 km, la 1re division de cavalerie américaine fut retirée au Japon pour remise en état.  
Cette opération a été la dernière action d'une guerre de manœuvre qui avait duré seize mois. Elle a été remplacée par une guerre statique, caractérisée par des défenses fixes, des lignes de tranchées, des bunkers, des lignes de barbelés et des champs de mines qui ne furent pas sans rappeler le front de l'Ouest en 1915-17. 
La participation des forces armées australiennes dans cette opération est connue par les historiens comme la bataille de Maryang San.